# Bibra (Grabfeld)
Bibra is een plaats en voormalige gemeente in de Duitse deelstaat Thüringen, en maakt deel uit van de gemeente Grabfeld in het district Schmalkalden-Meiningen.
De plaats ligt op 12 km van Meiningen in het dal van de gelijknamige beek, de Bibra.
Er is een halte op de spoorlijn Schweinfurt-Meiningen

## Bezienswaardigheden
De kerk stamt uit 1492 en heeft drie altaren uit de werkplaats van Tilman Riemenschneider. Het koor van de kerk heeft een gewelf met kraagstenen voorzien van beeldhouwwerk. Verder heeft de kerk een opvallende doopvont, sacramentshuis en preekstoel. 
De Burg is door water omgeven en heeft allerlei toevoegingen uit de renaissance.

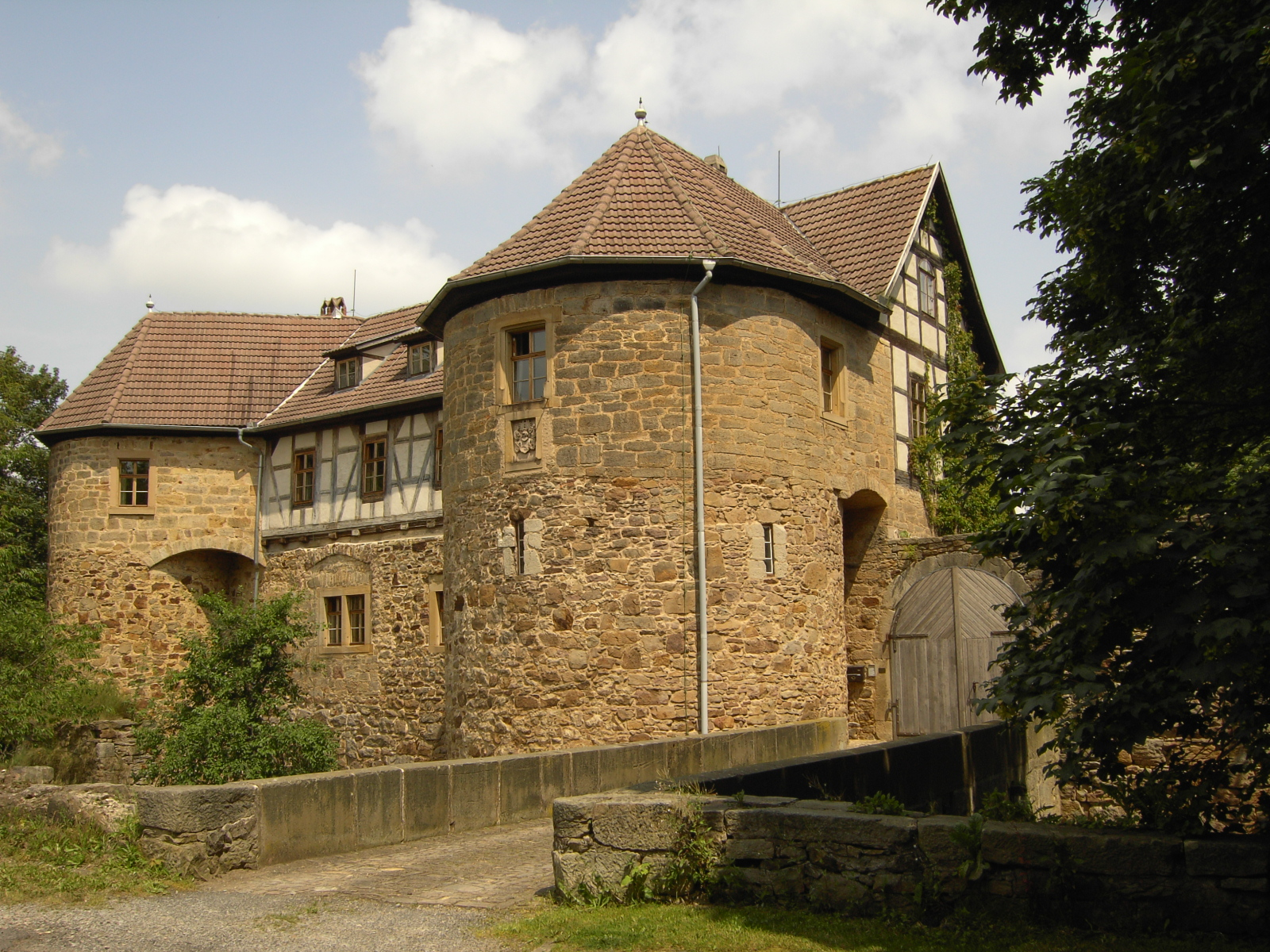
De Burg Bibra